# كادينا سير
كادينا سير (بالإسبانية: Cadena SER)‏ هي الشبكة الإذاعية الأولى في إسبانيا من حيث الأقدمية (تم إنشاؤها في عام 1924) ومشاركة الجمهور (كان عدد المستمعين المنتظمين في عام 2018 يبلغ 4،139،000). يشير الاختصار سير (بالإسبانية: SER)‏ إلى شركة الإذاعة الإسبانية (بالإسبانية: Sociedad Española de Radiodifusión)‏.سجلت كادينا سير 4،367،000 مستمعًا وفقًا للموجة الأولى من الدراسة العامة لوسائل الإعلام لعام 2021. وبهذه الطريقة، حققت أفضل نتيجة لها بين عامي 2017 و2021 وتتقدم بمليون مستمع قبل كادينا كوبي و2،400،000 قبل أوندا سيرو.

## وصلات خارجية
- الموقع الرسمي
- كادينا سير راديو برشلونة أون لاين
- An orchestral arrangement of Cadena SER's interval signal, Sinfonía Azul